# Deutsche Kriegsversehrte im 20. Jahrhundert

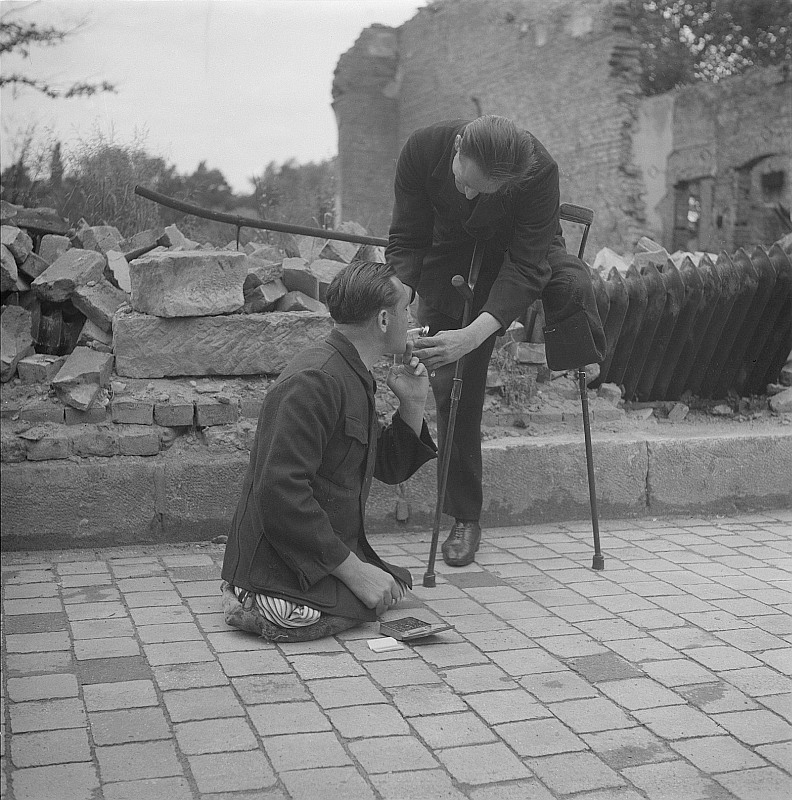
Versehrte des Zweiten Weltkrieges (1946)

Kriegsversehrte werden Menschen genannt, deren dauerhafte physische (körperliche) oder psychische Versehrtheit eine Folge kriegerischer Einwirkungen bzw. einer Kriegsgefangenschaft ist. Kriegsbedingt Amputierte, Gelähmte, Gesichtsversehrte, die als Kriegszermalmte bezeichnet wurden, Hirnverletzte, Hör- und Sehgeschädigte  zählen zur Gruppe der Kriegsversehrten.
Nach beiden Weltkriegen wurden in Deutschland Versehrte durch unterschiedliche Maßnahmen beruflich gefördert. Kriegsversehrte haben dazu beigetragen, die Integration von Menschen mit Behinderung in der Bundesrepublik Deutschland voranzubringen.
Zu den bekannten Versehrten des Ersten Weltkrieges gehören der deutsche Sozialdemokrat Kurt Schumacher und der Hamburger Schulsenator Heinrich Landahl. Der spätere Hitler-Attentäter Claus Schenk Graf von Stauffenberg wurde im Zweiten Weltkrieg, 1943, zum Kriegsversehrten.
In der Zeit des Nationalsozialismus umfasste die Aktion T4 auch Kriegsversehrte. Zu ihnen zählte Karl Rueff, der 1940 in Grafeneck ermordet wurde. 

## Anzahl der Kriegsversehrten
Das 20. Jahrhundert, das Jahrhundert zweier Weltkriege, ist auch das Jahrhundert der Kriegsversehrten. Im Ersten Weltkrieg kamen millionenstarke Wehrpflichtarmeen zum Einsatz. Deutlich mehr Menschen als in vorangegangenen Kriegen waren in das Kampfgeschehen einbezogen. Insbesondere die Verwendung von Explosivgeschossen durch die Artillerie hatte zahlreiche Verwundungen zur Folge. Seit 1915 wurden zum verbesserten Kopfschutz Stahlhelme erprobt, die in der deutschen Armee ab 1916 zur Ausrüstung gehörten.
Zugleich überlebte eine größere Anzahl Verwundeter durch die möglich gewordene antiseptische Wundbehandlung auf dem Truppenverbandsplatz und in den Feldlazaretten: Der Brite Joseph Lister hatte um 1867 als erster Mediziner Wunden mit Verbänden versorgt, die mit dem Antiseptikum Phenol (Karbolsäure) getränkt worden waren. 1874 war dieses Verfahren von Johann Nepomuk von Nußbaum im deutschsprachigen Raum eingeführt worden. Als Folge der fortentwickelten Militärmedizin vergrößerte sich die Gruppe körperlich behinderter Menschen, da die Ärzte des Sanitätskorps Schussbrüche besser behandeln konnten, die teilweise Gliedmaßenverkürzungen bzw. -versteifungen nach sich zogen.
Insbesondere die Bombenangriffe auf Deutschland hatten im Zweiten Weltkrieg zur Folge, dass auch Zivilisten zu Kriegsversehrten wurden. Beispiele hierfür sind die Angriffe auf Hamburg im Sommer 1943, die als Operation Gomorrha bezeichnet werden, oder die Luftangriffe auf das Ruhrgebiet und Stuttgart. Unklar ist, wie groß die Anzahl verwundeter deutscher Zivilisten, zu denen auch Kinder gehörten, insgesamt war, jedoch verloren im Zweiten Weltkrieg mehr Zivilisten ihr Leben als Soldaten bei Kampfhandlungen.
Im Deutschen Reich lebten nach dem Ende des Ersten Weltkrieges eine halbe Million und in der Bundesrepublik Deutschland nach dem Ende des Zweiten eineinhalb Millionen staatlich anerkannte Kriegsversehrte. Eine attestierte kriegsbedingte Minderung der Erwerbsfähigkeit um mindestens 25 % musste vorliegen, um als kriegsversehrt zu gelten. Für die Sowjetische Besatzungszone ist davon auszugehen, dass 1948 hier 242.705 Kriegsversehrte ansässig waren.
372.069 kriegsbedingt Versehrte hatten im Jahr 2000 in Deutschland Anspruch auf staatliche Versorgungsleistungen.
Kriegsversehrte aus Krisenregionen anderer Länder (unter anderem infolge der Libanonkriege aus dem Libanon sowie Iran und Irak als Folge des Iran-Irak-Krieges) leben im 21. Jahrhundert in Deutschland. Aufgrund der Auslandseinsätze der Bundeswehr seit 1991 häufen sich die Fälle, in denen deutsche Soldaten dauerhafte gesundheitliche Schäden erleiden; die Betroffenen werden als Wehrdienstbeschädigte bezeichnet.

## Gesetzliche Regelungen
Die Kriegsbeschädigtenfürsorge

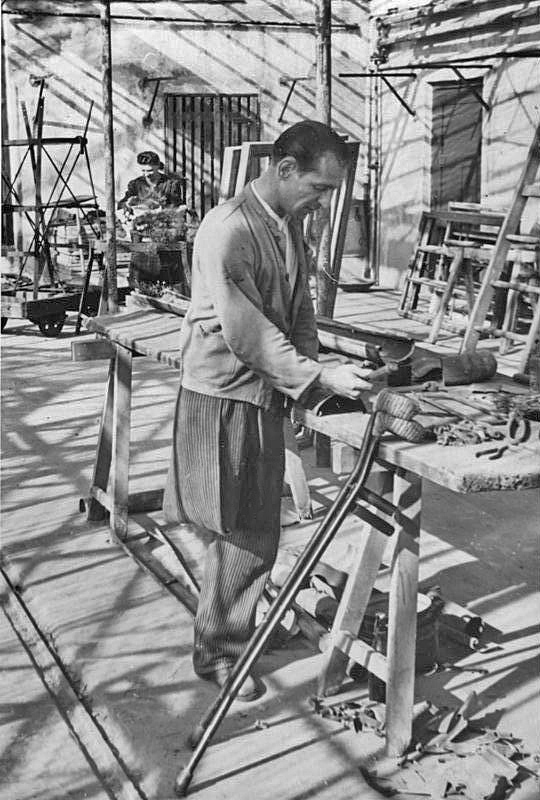
Kriegsversehrter Klempner (September 1949)

wurde in Deutschland ab 1920 mithilfe des Reichsversorgungsgesetzes geregelt. Dessen Grundgedanke war es, den Versehrten eine Geldentschädigung durch Renten zu gewähren und ihnen die Rückkehr in das Arbeitsleben zu ermöglichen. Insofern stand der Anspruch der Beschädigten auf Heilbehandlung im Vordergrund des Gesetzes. Den kriegsversehrten Arbeitnehmer, nicht Almosenempfänger, hatte zuvor der Berliner Orthopäde Konrad Biesalski propagiert.
Die in der Weimarer Republik gelegten Grundlinien der Kriegsopferversorgung wirkten nach 1945 fort. An die Stelle des Reichsversorgungsgesetzes trat in der Bundesrepublik Deutschland 1950 das Bundesversorgungsgesetz (siehe auch: Kriegsopferfürsorge).
Zur Förderung der Integration Kriegsversehrter in das Erwerbsleben wurde 1953 das Gesetz zur Sicherung der Eingliederung Schwerbehinderter in Arbeit, Beruf und Gesellschaft erlassen. Das Gesetz orientierte sich am Schwerbeschädigtengesetz der Weimarer Republik und legte wie dieses Pflichtquoten für die Beschäftigung Schwerbeschädigter fest. Arbeitgeber, die wenigstens sieben Arbeitsplätze stellten, hatten einen Schwerbeschädigten zu beschäftigen. Öffentliche Verwaltungen waren verpflichtet, 10 % der Arbeitsplätze mit Schwerbeschädigten zu besetzen. Für Unternehmen galt eine Quote von 8 %.
Um Kriegsversehrten Mobilität und die Teilhabe am öffentlichen Leben zu sichern, wurden sogenannte Versehrtheitsausgleichsrechte gewährt. Wer sich einen Schwerbeschädigtenausweis ausstellen ließ, konnte Freifahrten in öffentlichen Verkehrsmitteln und vergünstigte Eintrittspreise für Museen, Theater etc. in Anspruch nehmen (siehe auch: Unentgeltliche Beförderung).
Ansprechpartner der Kriegsversehrten für die Gewährung von Leistungen sind in Deutschland die Hauptfürsorgestellen und Versorgungsämter.
Eine gerichtliche Klärung von Versorgungsansprüchen Versehrter leisteten nach dem Ersten Weltkrieg die hierfür geschaffenen Militärversorgungsgerichte.
2007 erhielten mit dem Gesetz zur Regelung der Weiterverwendung nach Einsatzunfällen diejenigen ein Anrecht auf Weiterbeschäftigung in ihrer Dienststelle oder im Öffentlichen Dienst, die als Bundeswehrsoldaten zu Wehrdienstbeschädigten wurden bzw. werden.

## Medizinische Versorgung
Kriegsversehrte, die in einem versicherungspflichtigen Arbeitsverhältnis standen, hatten als Krankenkassenmitglieder nach dem Ende des Zweiten Weltkrieges Anspruch auf Heilbehandlung.
Das Bundesversorgungsgesetz sicherte diesen Anspruch auch nichtversicherten Kriegsversehrten zu. Nichtversicherte wurden für die Behandlung ihres Kriegsbeschädigungsleidens einer Krankenkasse zugeteilt. Die medizinische Versorgung dieser sogenannten Zugeteilten erfolgte auf der Grundlage des vom Bundesarbeitsministerium ausgegebenen Bundesbehandlungsscheines für Zugeteilte nach einem Bundestarif für Kriegsbeschädigte, dem Bundesversorgungstarif. Die Bundesbehandlungsscheine hatten die behandelnden Ärzte nach Ablauf eines Behandlungsvierteljahres den zuständigen Abrechnungsstellen der Kassenärztlichen Vereinigung zuzustellen. Diese rechneten im Weiteren mit den Kassen ab. Der Bundesversorgungstarif galt gemäß Bundesversorgungsgesetz auch für die Heilbehandlung Kriegsversehrter, die Mitglieder einer Krankenkasse waren.
Kriegsversehrte, deren Erwerbsminderungsgrad mindestens 50 % betrug, und Zugeteilte befreite das Bundesversorgungsgesetz von der sogenannten Verordnungsblattgebühr, d. h. von einer Zuzahlung für Medikamente und Hilfsmittel.
Die medizinische Behandlung Kriegsversehrter erfolgte in Deutschland auch in speziell hierfür eingerichteten Krankenhäusern, z. B. in der BDH-Klinik Elzach, der BDH-Klinik Hessisch Oldendorf und in der Klinik Hohe Warte in Bayreuth.
Die Versorgung mit Prothesen war nach dem Ende des Zweiten Weltkrieges zunächst unzureichend. Fehlende Materialien und eine mangelhafte Zusammenarbeit zwischen Handwerk und Industrie sind hierfür als Gründe zu nennen. Auch sogenannte Selbstfahrer, dreirädrige Fahrzeuge für Beinamputierte, standen in nur begrenzter Anzahl zur Verfügung.

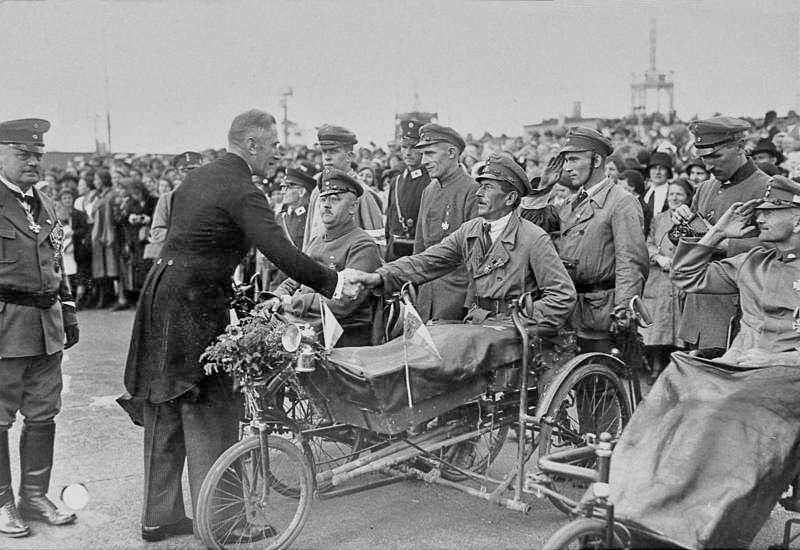
Franz von Papen begrüßte im September 1932 Veteranen des Ersten Weltkrieges, die in Selbstfahrern saßen

 Zu den Unternehmen, die sich der Prothesenherstellung zuwandten, zählte ab 1919 die Orthopädische Industrie GmbH. Seit 1915 untersucht die Prüfstelle für Ersatzglieder bzw. deren Nachfolgeeinrichtung verfügbare Prothesen hinsichtlich ihrer Eignung für unterschiedliche Nutzergruppen.
Das Gehen mit Prothesen erlernten Beinamputierte, indem sie an Gehschulkursen teilnahmen. Diese wurden beispielsweise von der Gehschule des Versorgungskrankenhauses Bad Pyrmont und der Gehschule Malente angeboten. 1952 eröffnete die Hamburger Arbeitsbehörde in Wentorf eine Gehschule für Beinamputierte. Die dort stattfindenden vierwöchigen Kurse wurden kostenfrei angeboten. Das Alter der Teilnehmer des ersten Gehschulkurses, zu denen auch zwei Frauen gehörten, lag zwischen 13 und 67 Jahren.
Die grundsätzliche Bedeutung der körperlichen Aktivität für Versehrte betonte nach dem Ersten Weltkrieg der Arzt Arthur Mallwitz. Insbesondere sein Engagement führte dazu, dass die Bewegungstherapie als Heilmaßnahme für Kriegsversehrte anerkannt wurde. Nach dem Zweiten Weltkrieg fand die Förderung des Versehrtensports ihren Ausdruck in der 1950 erfolgten Gründung des Deutschen Versehrtensportverbandes und der ein Jahr später, 1951, ins Leben gerufenen Arbeitsgemeinschaft Deutscher Versehrtensport (ADV), deren erster Vorsitzender Mallwitz wurde.
Eine Versehrtengruppe wies nach dem Zweiten Weltkrieg u. a. der Segel-Club Münster auf.
Der Rehabilitation von Kriegsversehrten widmete sich nach dem Ersten Weltkrieg mit dem von ihm entwickelten Ganzkörpertraining des Weiteren Joseph Pilates.
Darüber hinaus entstanden Einrichtungen, in denen sich Kriegsversehrte gesundheitlich erholen sollten. Zu nennen sind in diesem Zusammenhang die Bundeskurfürsorge und die von Stig Guldberg organisierten Rehabilitationsmaßnahmen.
Unterstützung durch einen Blindenführhund erhielten kriegsbeschädigte Blinde auf Antrag gemäß dem Bundesversorgungsgesetz. Für den Unterhalt des Hundes wurde ein monatlicher Zuschuss von 25 DM gewährt.
Zentrale Stelle für Auskünfte hinsichtlich der Krankenunterlagen aus beiden Weltkriegen war bis in das 21. Jahrhundert hinein das Krankenbuchlager in Berlin.

### Aktion T4
Selektionskriterien für die Einbeziehung von Menschen in den Krankenmord während der NS-Zeit waren Arbeitsfähigkeit, Sozialverhalten und die medizinische Prognose. Rationale Nützlichkeitserwägungen bestimmten darüber, ob ein Mensch getötet wurde. Auch eine Anzahl Kriegsversehrter gehörte zu denjenigen, die aufgrund dieser Kriterien in den Krankenmord einbezogen wurden.

### Ärzte in den Weltkriegen
Zu den Ärzten, die Verwundete bzw. Versehrte des Ersten Weltkrieges medizinisch behandelten, gehörten August Blencke, Moritz Borchardt, Christian Bruhn, Kurt Goldstein, Georg Hohmann, Jacques Joseph, Karl Kleist, Wilhelm Klemm, Paul Krieg, Hermann Oppenheim, Ferdinand Sauerbruch und Franz Schede. Oppenheim wandte sich den Kriegszitterern zu. Sauerbruch entwickelte eine Prothese für Kriegsversehrte, den Sauerbruch-Arm.
Versehrte und Verwundete des Zweiten Weltkrieges versorgten in medizinischer Hinsicht Peter Bamm, Klaus Conrad, Rudolf Elle, Max Lange, Max Lebsche, Gerd Peters, Franz Schede, Friedrich Schmieder, Wilhelm Tönnis und Alfred Nikolaus Witt. Soldaten, die an Erkrankungen des Magens litten, behandelte als Truppenarzt Rolf Valentin.

### Krankenpfleger in den Weltkriegen
Als Krankenschwestern bzw. Krankenpfleger ohne und mit Führungsaufgaben waren im Ersten Weltkrieg Erna von Abendroth, Pia Bauer, Margarete Himmler, Mathilde von Horn, Karin Huppertz, Marie Kalteissen, Elsbeth von Keudell, Pauline Maier und Georg Streiter tätig.
Im Zweiten Weltkrieg zählten Gertrud Baltzer, Pia Bauer, Ruth Elster, Erna Flegel, Elsbeth Heise, Margarete Himmler, Barbara von Richthofen, Elly Schürmann,  Ernestine Thren sowie Ingeborg Tönnesen zu den Krankenschwestern.

## Soziale Situation

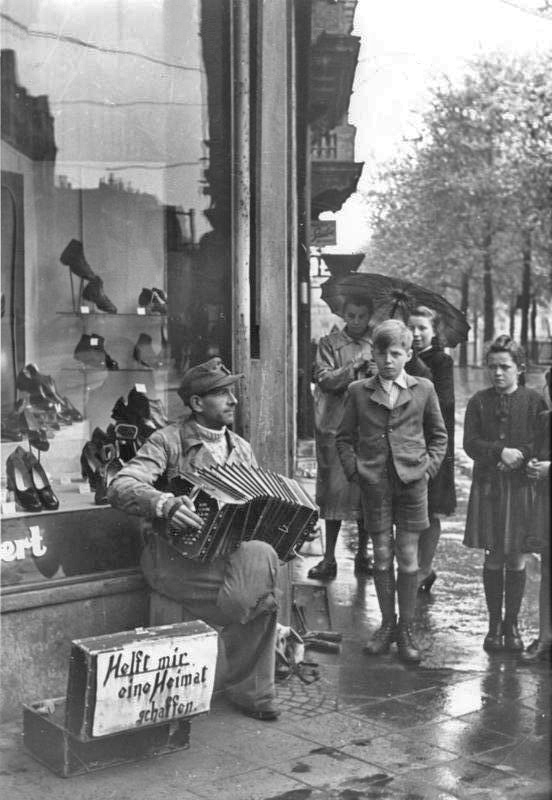
Kriegsversehrter Straßenmusikant (Mai 1949)

Im Zeitraum 1945 bis 1950 erfolgte die Versorgung Kriegsversehrter in der Britischen Besatzungszone Deutschlands bzw. Bundesrepublik Deutschland auf der Grundlage des 1938 in Kraft getretenen Wehrmachtsfürsorge- und Versorgungsgesetzes, der Sozialversicherungsrichtlinien Nr. 11 (1946), der Sozialversicherungs-Direktive Nr. 27 (1947) und des Bundesversorgungsgesetzes sowie seitens der Fürsorge; wobei zwischen fürsorge- und versorgungsberechtigten Versehrten zu unterscheiden ist.
Die soziale Situation Kriegsversehrter im Jahr 1950 kann am Beispiel der Stadt Hamburg veranschaulicht werden: Die Höhe des mittleren monatlichen Einkommens lag für einen Vier-Personen-Arbeitnehmerhaushalt in der Bundesrepublik Deutschland im betreffenden Jahr bei 343 DM. Die durchschnittliche monatliche Unterstützung je Kriegsversehrtem seitens der Fürsorge betrug 1950 in Hamburg 34 DM, mithin lediglich 40 % dessen, was den einzelnen Mitgliedern eines westdeutschen Arbeitnehmerhaushaltes zur Verfügung stand. Inwieweit die Lücke durch Leistungen geschlossen werden konnte, die Kriegsversehrten auf Grundlage der Sozialversicherungs-Direktive Nr. 27 bzw. des Bundesversorgungsgesetzes zustanden, ist nicht zu beantworten. Zu sagen ist lediglich, dass Kriegsversehrte Ende der vierziger Jahre in der Britischen Besatzungszone monatlich zwischen 10 und 100 DM Rente erhielten.
Durch die einsetzende Hochkonjunktur in der Bundesrepublik Deutschland und das Gesetz über die Beschäftigung Schwerbeschädigter veränderte sich die Lage Kriegsversehrter Mitte der fünfziger Jahre positiv. Die Anzahl der mit Versehrten abgeschlossenen Beschäftigungsverhältnisse erhöhte sich deutlich. 1953 waren circa 48.000 Schwerbeschädigte arbeitslos. Bis zum Ende des Jahres 1956 verringerte sich die Arbeitslosigkeit unter den Schwerbeschädigten um nahezu die Hälfte. Kriegsversehrte Blinde arbeiteten nach dem Ende des Zweiten Weltkrieges u. a. als Masseure und Telefonisten. In Hamburg waren Kriegsversehrte auch in der Bearbeitung von Bernstein tätig.
Zur beruflichen (Wieder-)Eingliederung Kriegsversehrter existierten in Deutschland verschiedene Einrichtungen; zu nennen sind beispielsweise das Berufsförderungswerk Bad Pyrmont, das 1945 als Landesversehrtenberufsfachschule gegründet wurde, das Berufsförderungswerk Birkenfeld (Elisabeth-Stiftung) und das Berufsförderungswerk Weser-Ems sowie das Theodor-Schäfer-Berufsbildungswerk und die Hamburger Werkstatt für Erwerbsbeschränkte (HAWEE).
Auch verfügten die Arbeitsämter nach 1945 über technische Beratungsstellen, die dazu beitrugen, Arbeitsplätze behindertengerecht zu gestalten, um die Integration Kriegsversehrter zu fördern.
In den Betrieben wurden zudem Vertrauensmänner eingesetzt, die mit über die Einstellung Versehrter entschieden und die die besonderen Belange Kriegsversehrter zu vertreten hatten.
Darüber hinaus berichtete die Presse über Kriegsversehrte, die trotz entsprechender Bemühungen keine Arbeit fanden. Aufgefordert wurden Arbeitgeber dazu, diesen eine Chance zu geben.
Ein Landesverband der CDU sprach sich auf einem Kommunalwahlplakat im Oktober 1946 dafür aus, Kriegsversehrte ausreichend zu versorgen.

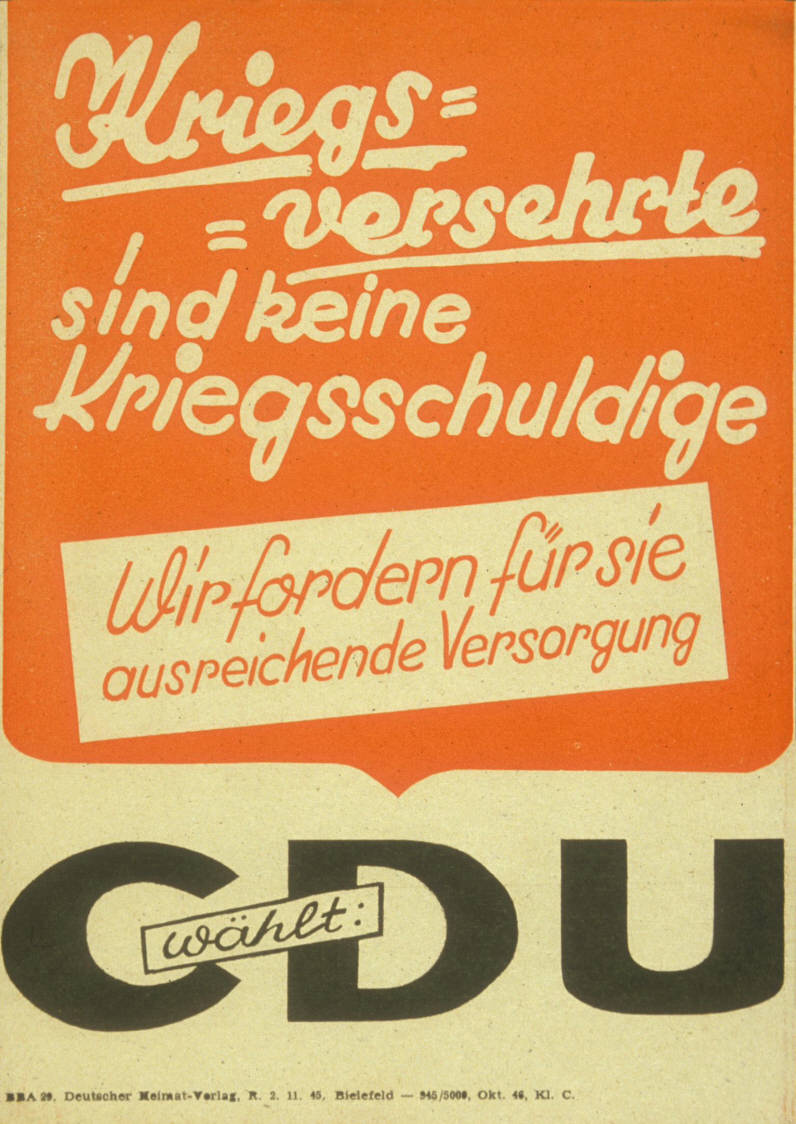
Kommunalwahlplakat der CDU im Jahr 1946

Im Rahmen von Großdemonstrationen machten Kriegsversehrte in der Bundesrepublik Deutschland öffentlich auf ihre soziale Lage aufmerksam; beispielsweise 1950 in Düsseldorf.
Kriegsversehrte Akademiker und Studenten unterstützte der 1915 gegründete Akademische Hilfs-Bund bis in die 1920er Jahre hinein bei der Integration in das Erwerbsleben.
Wohnraum für Kriegsversehrte hielt nach dem Ende des Zweiten Weltkrieges in Hamburg die Sozialverwaltung bereit. Nissenhüttenlager und Kasernen dienten als Unterbringungsorte. 1954 eröffnete die Alida Schmidt-Stiftung eine Unterkunft für Kriegsversehrte mit 53 Wohnungen. Nach beiden Kriegen wurden in Deutschland gesonderte Siedlungen für Kriegsversehrte errichtet; zu diesen gehören die Invalidensiedlung Berlin-Frohnau, die Kriegersiedlung in München und die Kosegartensiedlung in Rostock. Das erste Gebäude der ab 1918 auch für Kriegsversehrte in Hamburg-Langenhorn errichteten Fritz-Schumacher-Siedlung konnte 1920 bezogen werden.
Auf Initiative Versehrter konnte in München 1921 ein Erholungspark für Kriegs- und Körperbeschädigte eröffnet werden.
Künstler wie die Maler Otto Dix und Heinrich Zille oder die Schriftsteller Joseph Roth (vgl. den Roman Die Rebellion) und Ernst Toller (vgl. die Tragödie Hinkemann) thematisierten in ihren Werken das Schicksal Versehrter des Ersten Weltkrieges. Mit seiner Veröffentlichung Krieg dem Kriege führte Ernst Friedrich 1924 das menschliche Leid vor Augen, das sich mit dem Weltkrieg verband. Der 1962 erschienene Roman Das geschenkte Gesicht von Heinz G. Konsalik geht auf Versehrte des Zweiten Weltkrieges ein.
Der Hamburger Senator Gottfried Holthusen stand im Ersten Weltkrieg einem Gremium vor, dem Hamburgischen Landesausschuß für Kriegsbeschädigte, das sich die Unterstützung Kriegsversehrter zur Aufgabe gemacht hatte.
In der Sowjetischen Besatzungszone Deutschlands bzw. Deutschen Demokratischen Republik nahm sich die Volkssolidarität der Situation Kriegsversehrter an.
Erlöse aus dem Verkauf von Wohlfahrtsmarken kamen nach beiden Weltkriegen in Deutschland u. a. Kriegsversehrten zugute.

## Organisationen
Um ihre soziale Lage zu verbessern, organisierten sich Kriegsversehrte: Der Bund erblindeter Krieger (1916), der Ursprung des BDH Bundesverbandes Rehabilitation (1917) und der Reichsbund der Kriegs- und Zivilbeschädigten, Sozialrentner und Hinterbliebenen (1917) wurden während des Ersten Weltkrieges gegründet bzw. datieren auf diese Zeit.
Nach dem Ersten Weltkrieg entstanden der Internationale Bund der Opfer des Krieges und der Arbeit (1919) sowie der Zentralverband Deutscher Kriegsbeschädigter und Kriegerhinterbliebener (1919). Im Jahr 1927 schlossen sich die Vereine, die in den deutschen Ländern die Interessen der Hirnverletzten vertraten, zum Bund deutscher hirnverletzter Krieger e. V.  zusammen.
In der Zeit des Nationalsozialismus existierte mit der NS-Kriegsopferversorgung eine der NSDAP angeschlossene Wohlfahrtseinrichtung für Schwerkriegsbeschädigte. 1934 wurde zudem der Reichsverband Deutscher Kriegsopfer gegründet. Dieser umfasste die verbliebenen Organisationen der Kriegsversehrten, die sich nach 1933 nicht selbst aufgelöst hatten. Die Alliierten liquidierten die nationalsozialistischen Organisationen nach dem Ende des Zweiten Weltkrieges.
1945/46 wurde in Flensburg-Mürwik das Gemeinnützige Versehrtenwerk Schleswig-Holstein e. V. gegründet.
Nach Kriegsende kamen als Interessenvertretungen der Bund hirnverletzter Kriegs- und Arbeitsopfer in Bonn, die Union der Schwerbeschädigten beider Weltkriege (1946) in Hamburg und überregional der Verband der Kriegsbeschädigten, Kriegshinterbliebenen und Sozialrentner Deutschlands (1948/50) hinzu. Maßgeblich an dessen Aufbau beteiligt war Walter Nothelfer.
Nicht ausschließlich zur Unterstützung Kriegsversehrter, aber im Interesse einer Verbesserung auch ihrer Lebenssituation, wurde 1945 die Deutsche Hilfsgemeinschaft ins Leben gerufen und 1948 der Paritätische Wohlfahrtsverband Hamburg wiedergegründet.
Im Gefolge der Auslandseinsätze der Bundeswehr entstanden für Wehrdienstbeschädigte Organisationen wie beispielsweise der Bund Deutscher EinsatzVeteranen und die Jenny-Böken-Stiftung.

## Kriegsversehrtenschicksale
Menschen unterschiedlichen Alters und Geschlechts wurden im 20. Jahrhundert zu Kriegsversehrten.
Nicht ihre Verwundungen allein machten sie zu Versehrten. Kriegsversehrter war, wer entsprechend den Bestimmungen des Reichs- und Bundesversorgungsgesetzes einen festgelegten Grad der Erwerbsminderung zuerkannt bekommen hatte, der Verwundete von Versehrten trennte.
Eine gewichtige Rolle spielte hierbei die Frage, in welcher Art und Weise psychische Erkrankungen infolge des Kriegserlebnisses beurteilt wurden: „Da die verletzte Seele keine nach außen hin sichtbare Wunde darstellt, mussten die davon betroffenen Kriegsteilnehmer stets besonders hart um ihre ‚Ehrenrente‘ kämpfen.“
Menschen, die Kriegsversehrte genannt werden, sind durch eine medizinische Begutachtung zu solchen erklärt worden.
Eine Auswertung der erstellten Gutachten liegt ansatzweise vor. Unbekannt ist die Anzahl der Verwundeten, denen Gutachter nicht den Status der oder des Kriegsversehrten zuerkannt haben.
Auch gibt es keine Daten, die Aussagen hinsichtlich des Alters und Geschlechts Kriegsversehrter zum Zeitpunkt ihrer Verletzung oder Begutachtung treffen.
Biografien erlauben Einblicke in die Gruppe Kriegsversehrter.

### Biografien
Nachstehende Auswahl von Personen gehört(e) (außer den im Artikel selbst genannten) zur Gruppe der Kriegsversehrten:

#### Versehrte des Ersten Weltkrieges
Paul Alverdes, Erich Dieckmann, Johann Gerdes Eilts, Robert Gehrke, Hermann Görner, Hugo Gräf, Curt Sigmar Gutkind, Ernst Heilmann, Hermann Katzenberger, Sally Kaufmann, Hermann Knoll, Rudolf Ladewig, Rupert Mayer, Ernst Moritz Mungenast, Paul Nisse, Heinrich Otto, Friedrich August Pinkerneil, Peter Plein, Richard Schallock, Alfred Schüz, Franz Seldte, Walter Sonntag, Karl Friedrich Stellbrink, Karl Tiedt, Max Weinthal, Egmont Zechlin.

#### Versehrte des Zweiten Weltkrieges
Helmut Bazille, Eberhard von Block, Jürgen Bolland, Günther Buck, Friedrich Dörr, Walter Eichenberg, Ernst Fricke, Herbert Grasemann, Greußener Jungs, Hanno Hahn, Werner Krusche, Otto Graf Lambsdorff, Karl Heinz Mai, Dario Malkowski, Hans Pflugbeil, Ernst Plener, Friedrich-Karl Proehl, Heinz Radloff, Erwin Reinholz, Heinrich Rombach, Hans-Ulrich Rudel, Kurt Rückstieß, Horst Sanmann, Hanns Martin Schmidramsl, Hugo Schreiber, Maximilian Skiba, Franz Sonntag, Volker Starke, Johannes Steinhoff, Wolfgang Weimar, Karl Wienand, Anton Wittmann.

## Orden und Ehrenzeichen
Während deutsche Versehrte vor dem Ende des Zweiten Weltkrieges für ihren Einsatz und dessen Folgen im Krieg geehrt wurden, erfolgte die Ehrung Versehrter sowie ihrer Angehöriger nach dem Ende des Zweiten Weltkrieges für eine herausragende gesellschaftliche Tätigkeit im Frieden bzw. von Versehrten nach dem Krieg erbrachte sportliche Leistungen.

### Vor dem Ende des Zweiten Weltkrieges
Für kriegsbedingte Verletzungen wurde in Deutschland erstmals 1918 ein Verwundetenabzeichen gestiftet. Diesem folgten weitere Auszeichnungen; unter anderem das Verwundetenabzeichen für Spanienkämpfer sowie das Verwundetenabzeichen (1939). 1943 wurde das SA-Wehrabzeichen für Kriegsversehrte geschaffen.

### Nach dem Ende des Zweiten Weltkrieges
Die Deutsche Demokratische Republik förderte den Versehrtensport. Kriegsversehrten konnte das Sportleistungsabzeichen verliehen werden.
Für ihr Engagement im Interesse deutscher Kriegsversehrter wurden mit dem
Bundesverdienstkreuz ausgezeichnet: Peter Plein, Birgitta Skiba, Maximilian Skiba und Franz Sonntag.

## DVD
- Als Arzt im Fronteinsatz. Private Filmaufnahmen von der West- und Ostfront, Gescher (POLAR Film + Medien GmbH) 2008, ISBN 978-3-941028-04-3.